# 렉틴 경로

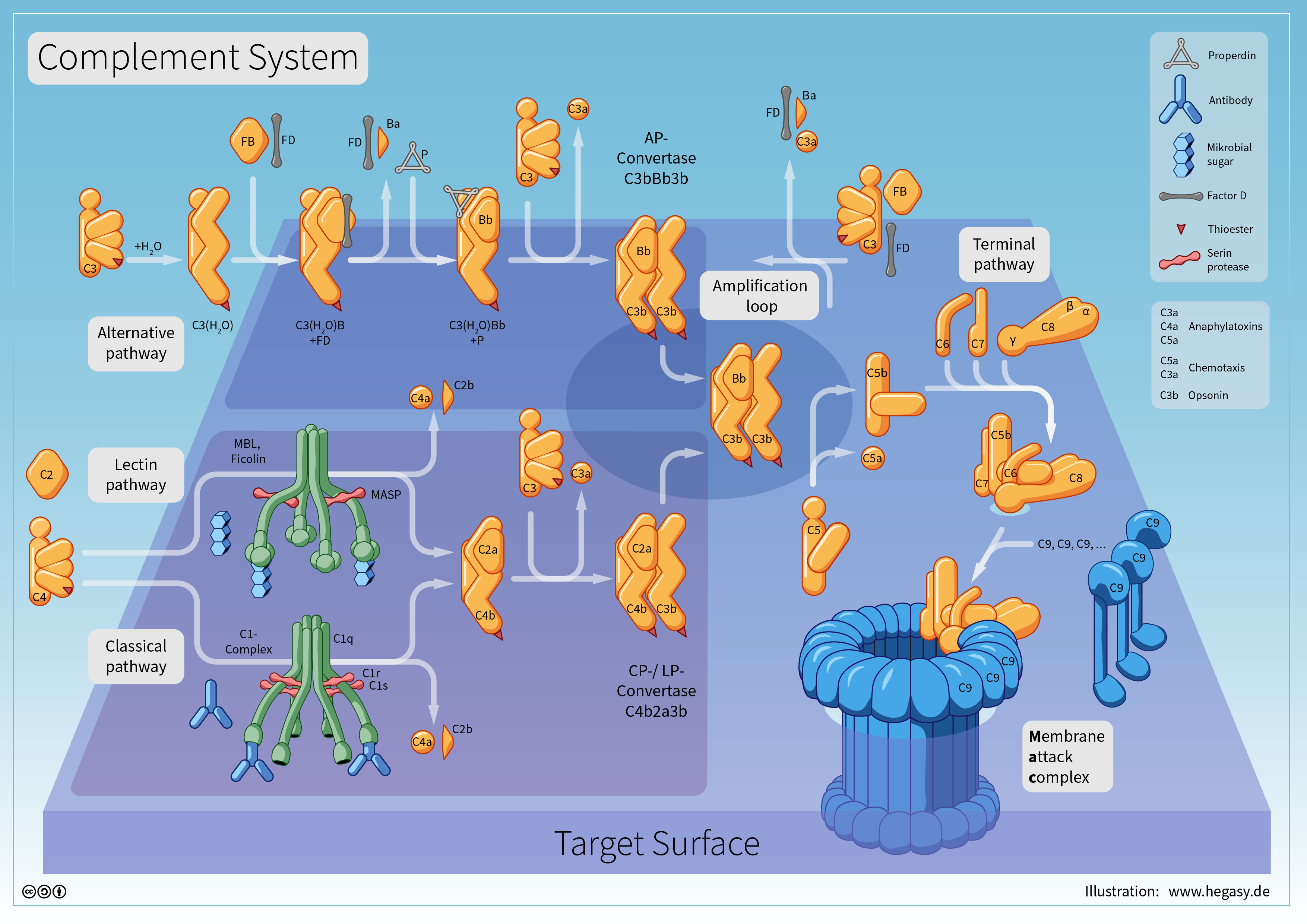
보체계의 일부로서의 렉틴 경로의 모식도

렉틴 경로(영어: lectin pathway)는 보체계의 캐스케이드 반응의 일종으로, 활성화된 후 C4와 C2의 작용을 통해 캐스케이드의 아래쪽에서 활성화된 보체 단백질을 생성한다는 점에서 고전적 경로와 구조가 유사하다. MBL 경로(영어: MBL pathway)라고도 한다. 고전적 경로와 달리, 렉틴 경로는 표적에 결합된 항체를 인식하지 못한다. 렉틴 경로는 만노스 결합 렉틴(MBL)이나 피콜린이 특정 당에 결합하면서 시작된다.
렉틴 경로에서 만노스 결합 렉틴은 살모넬라균, 리스테리아균, 나이세리아균과 같은 세균을 포함한 미생물의 탄수화물이나 당단백질 성분의 말단 위치의 적도면에 배치된 3-하이드록실기 및 4-하이드록실기를 갖는 만노스, 포도당 또는 다른 당과 결합한다. 칸디다 알비칸스(Candida albicans), 크립토코쿠스 네오포르만스(Cryptococcus neoformans)와 같은 진균 병원체와 HIV-1, 호흡기세포융합바이러스(RSV)와 같은 일부 바이러스는 MBL에 의해 결합된다.
만노스 결합 렉틴(MBL)은 만노스 결합 단백질 또는 만난 결합 렉틴이라고도 하며, 간에서 생성되는 콜렉틴 계열에 속하는 단백질이며 병원체 표면에 결합하여 보체 캐스케이드를 시작할 수 있다.

## 만노스 결합 렉틴 (MBL)
만노스 결합 렉틴(MBL)은 삼량체(6개와 18개의 소단위체 올리고머는 각각 이량체와 육량체에 해당)인 소단위체의 올리고머를 형성한다. MBL 다합체는 프로테에이스 지모겐인 MASP1(Mannose-binding lectin-Associated Serine Protease, 만노스 결합 렉틴 관련 세린 프로테에이스), MASP2, MASP3와 복합체를 형성한다. MASP는 고전적 경로의 C1r 및 C1s 분자와 매우 유사하다. MBL의 탄수화물 인식 헤드가 병원체 표면에 특이적으로 배열된 만노스 잔기와 결합하면 MASP1과 MASP2가 활성화되어 보체성분인 C4를 C4a와 C4b로, C2를 C2a와 C2b로 분해한다. 19 kDa의 MBL 관련 단백질(MAp19)과 44 kDa의 MBL 관련 단백질(Map44)이라는 두 가지의 더 작은 MBL 관련 단백질(MAp)이 MBL과 복합체로 발견된다. MASP1, MASP3 및 MAp44는 MASP1 유전자의 대체 스플라이싱 산물이고, MASP2 및 MAp19는 MASP2 유전자의 대체 스플라이싱 산물이다. MAp44는 MBL에서 MASP2를 대체하여 C4와 C2의 절단을 방지함으로써 렉틴 경로의 활성화의 경쟁적 저해제 역할을 하는 것으로 제안되었다.

## C3-전환효소
C4b는 세균의 세포막에 결합하는 경향이 있다. 불활성화되지 않으면 병원체 표면에 C2a와 결합하여 고전적 경로의 C3-전환효소(C4bC2a)를 형성하는 데, 이는 대체 경로에 관여하는 C3-전환효소(C3bBb)와 대조적이다. C4a와 C2b는 강력한 사이토카인으로 작용하는데, C4a는 비만세포와 호염기구의 탈과립화를 일으키고 C2b는 혈관 투과성을 증가시킨다. 역사적으로 C2의 더 큰 단편을 C2a라고 불렀지만, 일부 출판물에서 더 큰 조각에 'b'를 할당하는 관례에 따라 지금은 더 큰 단편을 C2b라고 부른다.

## 임상적 중요성
만노스 결합 렉틴 결핍증 – 이러한 사람들은 상기도 감염 및 다른 신체 기관계의 감염을 포함한 재발성 감염에 취약하다. 이 질환이 있는 사람들은 폐렴이나 수막염과 같은 더 심각한 감염에 걸릴 수도 있다. 감염의 유형에 따라, 감염으로 인한 증상의 빈도와 심각도가 다르다. MBL 결핍의 임상적 중요성은 논쟁의 여지가 있다.
만노스 결합 렉틴 결핍증이 있는 유아와 어린이는 감염에 더 취약한 것으로 보이지만, 성인도 감염이 재발할 수 있다. 또한, 화학요법을 받거나 면역계를 억제하는 약물을 복용하는 사람은 특히 감염될 위험이 높다.

## 같이 보기
- 보체계
- 고전적 경로
- 대체 경로
- 만노스 결합 렉틴